# Fou de toi (film)
Pour les articles homonymes, voir Fou de toi.
Pour plus de détails, voir Fiche technique et Distribution.
Fou de toi (espagnol : Loco por ella) est une comédie espagnole originale de Netflix sortie le 26 février 2021. Le film est réalisé par Dani de la Orden, avec dans les rôles principaux Álvaro Cervantes et Susana Abaitua.

## Synopsis
Après une nuit magique passée avec Carla (Susana Abaitua), une inconnue rencontrée dans un bar, aussitôt apparue, aussitôt volatilisée, Adri (Álvaro Cervantes) fouille la veste qu’elle a oubliée et y découvre la preuve qu’elle réside dans un centre psychiatrique. Il décide de s’y faire interner volontairement pour la retrouver. Là, piégé dans sa propre initiative, il va découvrir qui elle est vraiment.

## Fiche technique
- Titre original : Loco por ella
- Réalisation : Dani de la Orden
- Scénario : Natalia Durán (es), Eric Navarro
- Direction artistique :
- Costumes : Paula Ventura
- Photographie : Daniel Aranyó
- Montage : Oriol Pérez Alcaraz
- Production : Alberto Aranda, Toni Carrizosa
- Sociétés de production : Loco por ti, Netflix, Sábado Películas
- Société de distribution : Netflix
- Pays d'origine :  Espagne
- Langue originale : espagnol
- Format : couleur
- Genre : comédie romantique
- Durée : 1 heure 42
- Date de sortie : 26 février 2021

## Distribution
- Álvaro Cervantes (VF : Marc Arnaud) : Adrián Mayo, Adri, le journaliste
- Susana Abaitua (VF : Elisabeth Ventura) : Carla, la fille bipolaire de la folle nuit
- Luis Zahera (VF : Bernard Métraux) : Saúl, le compagnon de chambre d'Adri
- Aixa Villagrán (VF : Edwige Lemoine) : Marta, la résidente des tocs
- Txell Aixendri (VF : Isabelle Desplantes) : Tina, une résidente
- Nil Cardoner (es) (VF : Thomas Sagols) : Víctor, le jeune résident
- Eduardo Antuña (VF : Patrick Pellegrin) : Sergio, un résident
- Paula Malia (VF : Emilie Marié) : Laura, l'amie d'Adri, comédienne
- Clara Segura (VF : Marie Bouvier) : la directrice de l’hôpital psychiatrique
- Alberto San Juan (VF : Damien Boisseau) : Andrés, le patron du journal
- Mike F. Pamphile alias Mike Foucan (VF : n/a) : Omar, le marié
- Rocío León (VF: Nayéli Forest): Ana, la journaliste